# TT11
La tombe thébaine TT 11 est située à Dra Abou el-Naga, dans la nécropole thébaine, sur la rive ouest du Nil, face à Louxor en Égypte.
C'est la sépulture de Thout (Djéhouty), gardien du trésor et surveillant des travaux publics durant la XVIIIe dynastie sous le règne d'Hatchepsout.

## Tombe
La tombe TT11 est situé près de la TT12, reliées par un troisième tombeau, le TT399. Les fouilles récentes ont découvert une sépulture datant du Moyen Empire, celle d'un homme connu sous le nom d'Iker, située dans la cour du tombeau TT11. Une mission espagnole à Dra Abou El-Naga en a découvert une seconde, dont la chambre funéraire est peinte. Cette chambre est décorée sur deux de ses murs, principalement avec des textes du livre des morts. Une représentation de la déesse Nout orne le plafond.